# Jiang'an, Yibin
Jiang'an, tidigare stavat Kiangan, är ett härad som lyder under Yibins stad på prefekturnivå i Sichuan-provinsen i sydvästra Kina.